# Duke's Company
La Duke's Company, la « Troupe du duc », était l'une des deux compagnies ayant obtenu du roi Charles II le droit de monter des représentations théâtrales à Londres au début de la Restauration anglaise, après la fermeture des théâtres imposée pendant dix-huit ans par le régime puritain. L'autre compagnie était la King's Company.

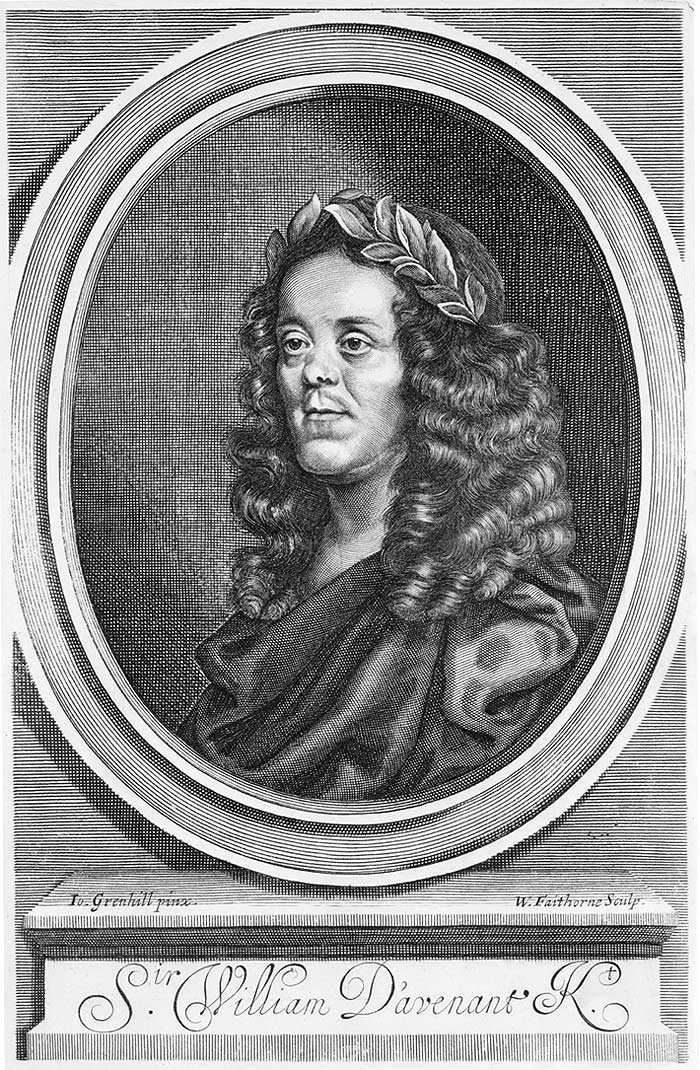
William D'Avenant dirigea la troupe de 1660 à sa mort en 1668.

## Les débuts
La Troupe du duc était sous le patronage du duc d'York, frère du roi et futur Jacques II. La troupe était dirigée par Sir William D'Avenant. La compagnie s'installa provisoirement à Salisbury Court Theatre, utilisant à l'occasion le Cockpit Theatre de Drury Lane. Au bout d'un an, les acteurs emménagèrent dans un nouveau théâtre à Lincoln's Inn Fields, un ancien court de tennis de Portugal Street appelé Lisle's Tennis Court, qui ouvrit le 18 juin 1661. Là, ils furent rejoints par Thomas Betterton, un ancien élève de John Rhodes. Il amena avec lui les comédiens de la troupe de ce dernier. Malgré sa jeunesse, Betterton devint rapidement la vedette de la Troupe du duc.
En décembre 1660, le roi accorda à la troupe les droits exclusifs pour dix pièces de Shakespeare : Hamlet, Macbeth, Le Roi Lear, Roméo et Juliette, La Tempête, La Nuit des rois, Beaucoup de bruit pour rien, Mesure pour mesure, Henri VIII, et Péricles, prince de Tyr. En 1668, cinq autres pièces de Shakespeare furent ajoutées : Timon d'Athènes, Troilus et Cressida, et la trilogie Henri VI. En 1661, la première année de leur installation à Lincoln's Inn Fields, la troupe reprit Hamlet en employant pour la première fois des décors. Samuel Pepys, qui assista à la représentation du 24 août, la décrit ainsi : « très bien réalisé avec des décors, mais par-dessus tout, Betterton a joué le rôle du prince au delà de toute imagination »,
Davenant essaya de tirer parti au maximum des textes shakespeariens à sa disposition. En 1662, il mit en scène The Law Against Lovers, une lointaine adaptation de Mesure pour mesure, qui mêlait des personnages de Beaucoup de bruit pour rien. Ce fut la première des nombreuses adaptations de Shakespeare produites durant la Restauration et jusqu'au XVIIIe siècle.

## Rivalité avec la Troupe du roi

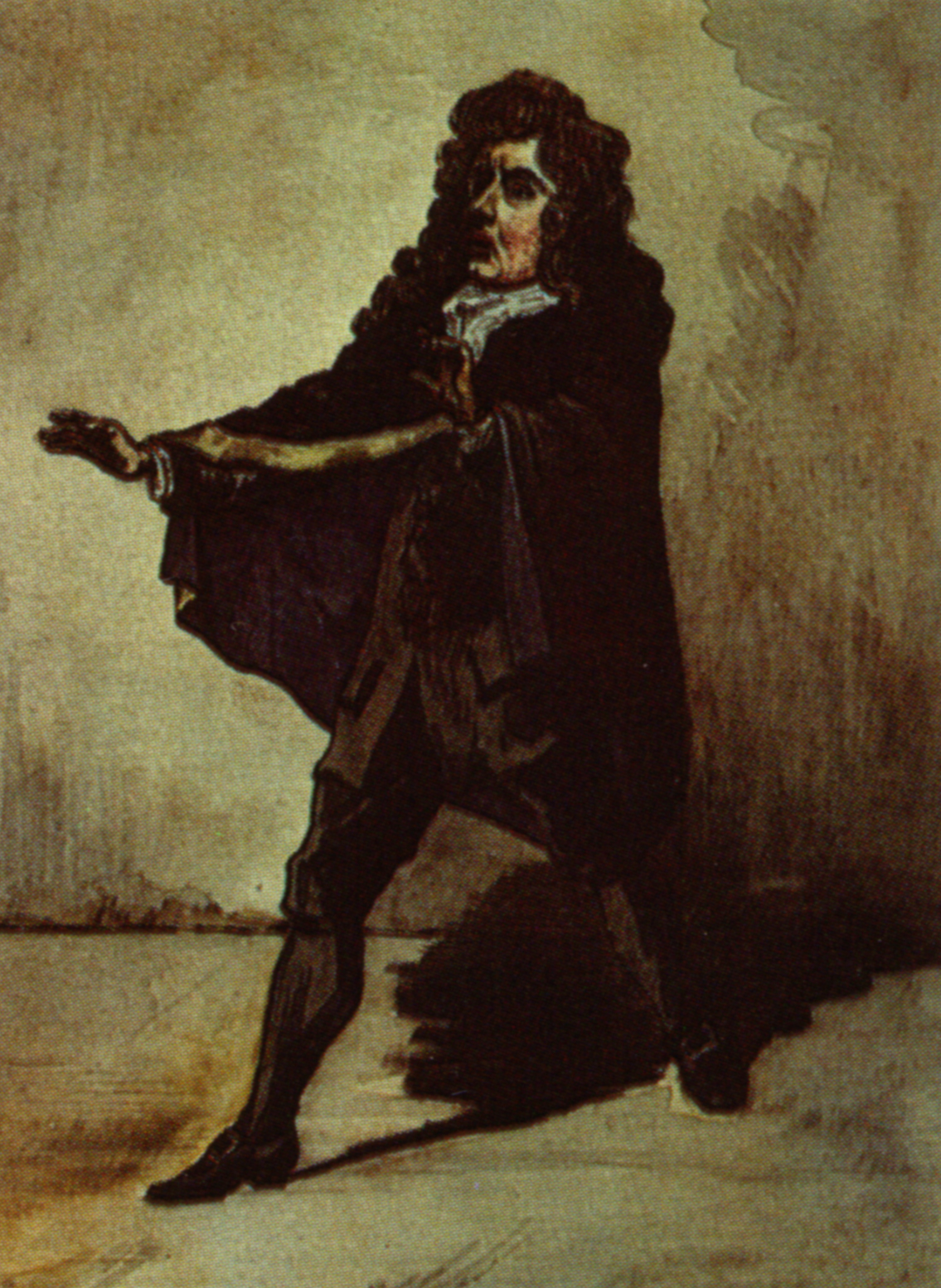
Betterton jouant Hamlet.

La troupe joua aussi certaines œuvres de John Fletcher et de ses collaborateurs. Mais la compagnie rivale, la King's Company, dirigée par Thomas Killigrew, contrôlait la plupart des pièces de l'ancien répertoire du théâtre élisabéthain. D'Avenant dut même déposer une requête pour avoir le droit de faire jouer ses propres pièces d'avant 1642. La Troupe du duc fut contrainte de rechercher des pièces nouvelles écrites par une nouvelle génération d'auteurs, et d'expérimenter de nouvelles formes et de nouveaux styles. La compagnie joua des créations de d'Avenant, de John Dryden, de Thomas Otway, de George Etherege, de Thomas Shadwell et d'autres ; de 1670 à 1682, elle mit en scène aussi les pièces d'Aphra Behn. Elle joua également de nombreuses traductions et adaptations de pièces françaises et d'autres pays. Sa mise en scène en 1662 de The Adventures of Five Hours de Sir Samuel Tuke, une traduction/adaptation de la comédie de Calderón Los Empeños de Seis Horas, connut treize représentations consécutives, et fut le premier grand succès du théâtre de la Restauration.
La Troupe du roi et celle du duc furent les premières à employer des actrices anglaises au début des années 1660. Une comédienne qui se distingua fut Mary Saunderson, qui devint Mme Betterton. Elle interpréta de nombreux premiers rôles féminins des pièces de Shakespeare. Anne Gibbs, qui se maria avec Thomas Shadwell, et Mary Lee  eurent également des carrières remarquables.
Samuel Pepys assista à beaucoup de leurs productions, et il les nota dans son journal intime. Le roi Charles fut aussi un spectateur attentif. En effet, en rupture avec l'usage ancien, le roi venait parfois au théâtre voir les pièces, ce qui ne s'était jamais fait auparavant, puisque autrefois c'était la troupe qui venait jouer à la cour. Pendant les saisons les plus chargées, la compagnie pouvait jouer cinquante pièces différentes par an, dont dix nouvelles.

## Mort de d'Avenant et fusion des compagnies

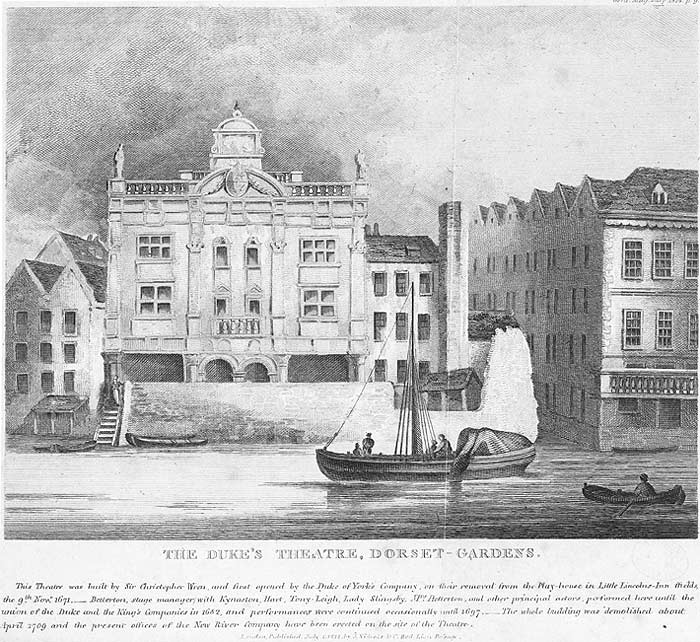
Le théâtre du duc aux Dorset Gardens, au bord de la rivière, était un des théâtres les plus luxueux de Londres.

À la mort de d'Avenant, en avril 1668, Betterton prit la direction de la compagnie, en collaboration avec sa veuve, Lady Mary Davenant, puisque le droit de jouer accordé par les lettres patentes de 1660 était héréditaire. Leur équipe de direction multiplia les stratégies pour s'assurer le succès. Ainsi, à partir de 1669, la compagnie joua consécutivement pendant trois saisons d'été à Oxford, saisons qui se révélèrent lucratives. Le 9 novembre 1671, la compagnie emménagea dans un nouveau théâtre à Dorset Garden, appelé parfois le Queen's Theatre, « le plus élégant de tous les théâtres de la Restauration.... ». La Troupe du duc exploita les capacités scéniques du théâtre de Dorset Garden Theatre, pour produire les nombreuses pièces à grand spectacle, et les premiers opéras et semi-opéras, qui caractérisent cette époque. Le plus grand succès obtenu par la compagnie pour un semi-opéra fut l'adaptation par Dryden et d'Avenant de La Tempête, dont la première eut lieu le 7 novembre 1667. À partir de 1675, Elizabeth Barry joua avec la Troupe du duc, et fut reconnue comme une des vedettes de l'époque.
Les troupes du roi et du duc souffrirent du peu d'affluence durant la période troublée du complot papiste, de 1678 à 1681. Lorsque la Troupe du roi se trouva en difficulté à cause d'une mauvaise gestion, elle fusionna avec la Troupe du duc, pour former en 1682 l'United Company. Cette nouvelle compagnie, dirigée par les gens de la Troupe du duc, commença ses représentations en novembre de cette même année. Le théâtre de la Troupe du roi, le Théâtre Royal de Drury Lane, fut utilisé principalement pour le théâtre, tandis que le théâtre de Dorset Garden du duc fut dédié aux opéras et aux pièces à grand spectacle.
John Downes était le souffleur de la Troupe du duc de 1662 à 1706. Il publia en 1708 le Roscius Anglicanus, la « principale source d'information sur le théâtre de la Restauration » pour les futures générations.